# Varius
Varius is een vlinder van de familie van de dwergmineermotten (Nepticulidae). De wetenschappelijke naam van dit geslacht is voor het eerst voorgesteld door Malcolm John Scoble in een publicatie uit 1983. Het geslacht is vernoemd naar Lajos Vári die de typesoort heeft benoemd.
Dit geslacht is monotypisch, dat wil zeggen dat het maar één soort heeft namelijk Varius ochnicola (Vári, 1955) uit Zuid-Afrika.